# Киловатов, Юрий Михайлович
Киловатов Юрий Михайлович (1909—1960) — советский архитектор, сотрудник института «Ленгипрогор».

## Биография
В 1930-х годах работал в московском Гипрогоре, откуда был переведён в Ленинградское отделение Государственного института проектирования городов (Гипрогор).
Преподавал на кафедре рисунка живописи и архитектуры Ленинградского института коммунального строительства.
Принимал широкое участие в разработке генплана Челябинска (1934),Ленинграда (1935—1936), проектов застройки Минска (1938), Петропавловска-Камчатского (1939), Магнитогорска (1945—1948 и переработанный проект 1951 года), Каменска-Уральского (1948).
Автор и руководитель создания проекта планировки и застройки Красноярска (1950), Ставрополя (ныне Тольятти, 1952, 1953), Вологды (1938—1939, 1953), Владивостока (1960) и других городов.
Скончался 23 августа 1960 года. Похоронен на Богословском кладбище Санкт-Петербурга.